# Peer Gyntslottet
De Peer Gyntslottet is een ijskoepel op het eiland Barentszeiland, dat deel uitmaakt van de Noorse eilandengroep Spitsbergen.
De gletsjer is vernoemd naar Peer Gynt.

## Geografie
De ijskoepel is onderdeel van de Barentsjøkulen en ligt aan de zuidrand hiervan. Hij is noordwest-zuidoost georiënteerd en heeft een lengte van ongeveer tien kilometer.
Ten oosten ligt de gletsjer Freemanbreen, ten noordoosten Hübnerbreen en ten westen de gletsjer Duckwitzbreen. Ongeveer vijf kilometer naar het noordwesten ligt een tweede ijskoepel van de Barentsjøkulen, de Solveigdomen.